# イオンモール旭川西
イオンモール旭川西（イオンモールあさひかわにし）は、北海道旭川市緑町に所在するイオン北海道運営の郊外型・モール型ショッピングセンターである。

## 沿革

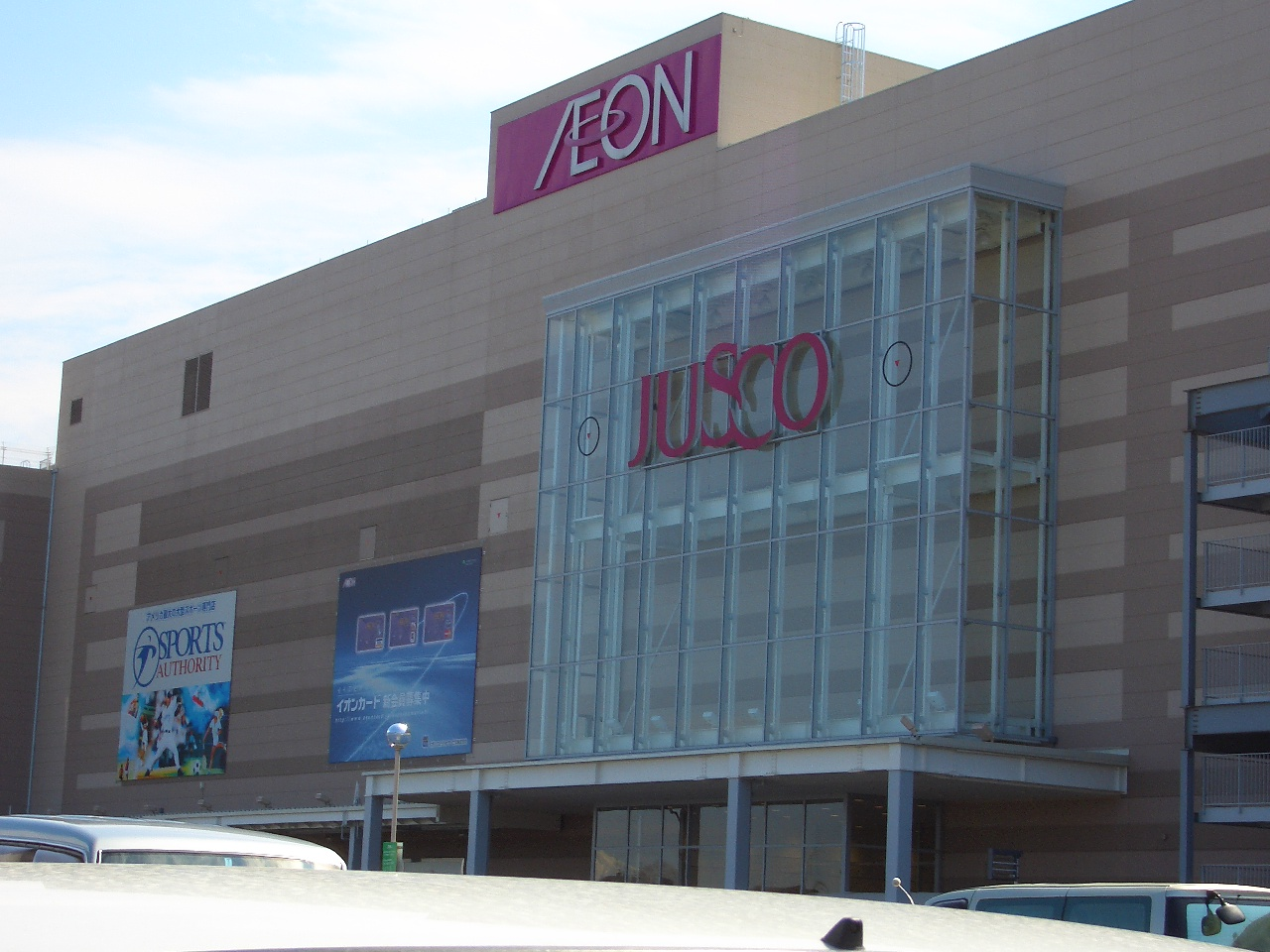
施設外観（2006年4月）

- 2004年（平成16年）：「ジャスコ旭川西店」を核店舗とする「イオン旭川西ショッピングセンター」が開業[3]。
- 2011年（平成23年）：「ジャスコ」から「イオン」への店舗名変更に伴い、ジャスコ旭川西店が「イオン旭川西店」と改称[4]。無料送迎バス廃止[5]。ショッピングセンターの名称変更に伴い、「イオンモール旭川西」と改称[6]。
- 2016年（平成28年）：イオン旭川西店リニューアル[2]。
- 2021年（令和3年） ： イオン旭川西店の食品売場リニューアルオープン[7]。

## 主なテナント
- niko and ...
- ムラサキスポーツ
- 無印良品
- 未来屋書店
- メガスポーツ
- イオンバイク
- ペテモ／ペットプラス テン・テン
- GU
- セリア
- 3COINS＋plus
- ソユーゲームフィールド
- 富士メガネ
- サイゼリヤ

### かつて存在した施設･テナント
- 旭川浪漫村（古き良き旭川をイメージしたテーマパークのようなエリア）
- GAP
- TOWER RECORDS
- ポポンデッタ

## アクセス
北海道道1124号近文停車場緑町線（嵐山通）沿いに位置している。
- 旭川電気軌道
  - [14][24]「イオンモール旭川西前」バス停下車
  - [3][33]「緑町22丁目」バス停から徒歩約1分
- 道央自動車道旭川鷹栖ICから車で約2分
- JR北海道函館本線近文駅から徒歩5分